# Germaine Mitty
Germaine Mitty ou Mitti, née Germaine Belay le 30 octobre 1892 à Caudéran et morte le 1er décembre 1979 à Six-Fours-les-Plages, est une artiste de music-hall française, danseuse et chanteuse des Folies Bergère, qui a dansé aussi dans les Ziegfeld Follies et dans des revues de vaudeville des années 1920 aux États-Unis.
Elle est considérée comme la créatrice, avec son partenaire Eugène Fressé dit Tillio, de la danse acrobatique de music-hall.

## Biographie

### Jeunesse et vie privée
Catherine Germaine Marie Belay naît à Caudéran en 1892, fille naturelle de Pierre Théophile dit Gaston Belay, comptable, et de mère non dénommée. Quelques mois plus tard, elle est officiellement reconnue par sa mère, Marie Catherine Isabelle Serres. Sa grand-mère, Mme Serres, est née à Pauillac.
En 1913, désormais artiste et établie à Nogent-sur-Marne, Germaine Mitty y épouse le compositeur et chef d'orchestre de théâtre Laurent Halet (1863-1932),,. Sa mère est alors dite « artiste à Avignon ». Parmi les témoins du mariage figurent le comédien Gaston Dupray, et le parolier Gaston Auguste Coullerez, dit Léonce Paco.
Les époux Halet se séparent en 1920, au moment où Germaine Mitty crée son duo avec Tillio, mais restent mariés jusqu'à la mort d'Halet en 1932. En 1926, Germaine Mitty réside, seule, au 39 avenue du Parc-Montsouris et, dix ans plus tard, au 99 rue Jouffroy-d'Abbans, avec un industriel.

### Formation
Germaine Mitty est une élève de Louise Stichel qui règle les ballets aux Folies-Bergère,

### Carrière

Germaine Mitty avec Eugène Tillio, 1921

Germaine Mitty apparait au concert Mayol en 1913 et à l'Alcazar de Marseille en 1914. Elle se produit comme danseuse fantaisiste dans les revues à La Cigale en 1917,,,, et en 1918, ; aux Folies-Bergère et à la Gaîté-Rochechouart la même année,,, au Casino de Paris en 1919,.
En mars 1920, elle devient danseuse acrobatique aux Folies-Bergère avec son partenaire Eugène Tillio dans la revue l'Amour en folie de Louis Lemarchand,. Gustave Fréjaville écrit dans Paris-Midi : « C'est elle qui fait "la femme fouettée" ; mais, bien qu'elle remplisse avec beaucoup de conscience et de fougue cet emploi spécial, j'ai goûté davantage sa danse d'almée, dans le tableau du harem de Biskra ; elle forme avec son robuste danseur, M. Tillio, qui figure un esclave au corps de bronze, des groupes d'un équilibre audacieux et d'une harmonie imprévue. Des rayons verts et violets d'une douceur mystérieuse caressent les voiles d'argent qui couvrent son corps renversé. C'est l'une des minutes délicates de ce spectacle, ».
En mai 1921, Germaine Mitty et Tillio partent pour un engagement à New York. Ils apparaissent dans les Ziegfeld Follies de 1921,,,, dans Le Harem et dans Passion's Altar (L'Autel de la passion), une danse algérienne. Leur numéro est considéré comme l'un des points forts du show par les critiques, dont l'un note que « Mitti est une petite femme légère avec un visage et des manières sympathiques, et un corps souple, plein de grâce et d'énergie comme une jeune panthère ». Elle fait partie des tableaux élaborés par le scénographe Ben Ali Haggin,, et porte un costume si minimal qu'on dit qu'il tient « dans la paume de sa main ».
En 1921, Mitty et Tillio exécutent la Danse jalouse et l'Oiseau blessé dans la revue Fan of the Fayre au London Pavilion à Londres,,.
Mitty et Tillio réapparaissent au Casino de Paris dans La Revue des étoiles en 1922, et à l'Olympia en juillet de la même année.
Mitty et Tillio partent du Havre, le 19 août 1922, sur Le France, et arrivent à New-York, le 26 août pour une tournée de quarante semaines organisé par B. F. Keith Circuit (en) : New-York, Boston , Philadelphie, Washington, Baltimore, Pittsburg, Cleveland, Montréal, Winnipeg (à l'Orpheum Theatre), Vancouver, Saint-Louis, Seattle, Portlands, San-Francisco, Los Angeles, Chicago. Mitty est décrite par la presse américaine comme une athlète qui aime le patinage, la natation, le tennis, la boxe et les activités équestres,.
Ils passent au Casino de Paris dans la revue On dit ça en décembre 1923.
Mitty et Tillio retournent aux Ziegfeld Follies en 1924 pour l'édition d'automne où ils dansent The Phantom Ship et The Mirage.
En 1926, Mitty et Tillio jouent la comédie dans la revue de Sacha Guitry et Albert Willemetz à Marigny.
En 1927, Mitty et Tillio font un numéro dans la revue Rufus LeMaire's Affairs .au Majestic Theatre à Broadway.
En 1928, elle forme un trio avec Tillio et Gustave Ricaux au Casino de Paris où ils dansent Rugby, et La Fée verte, qu'ils reprennent en 1931.

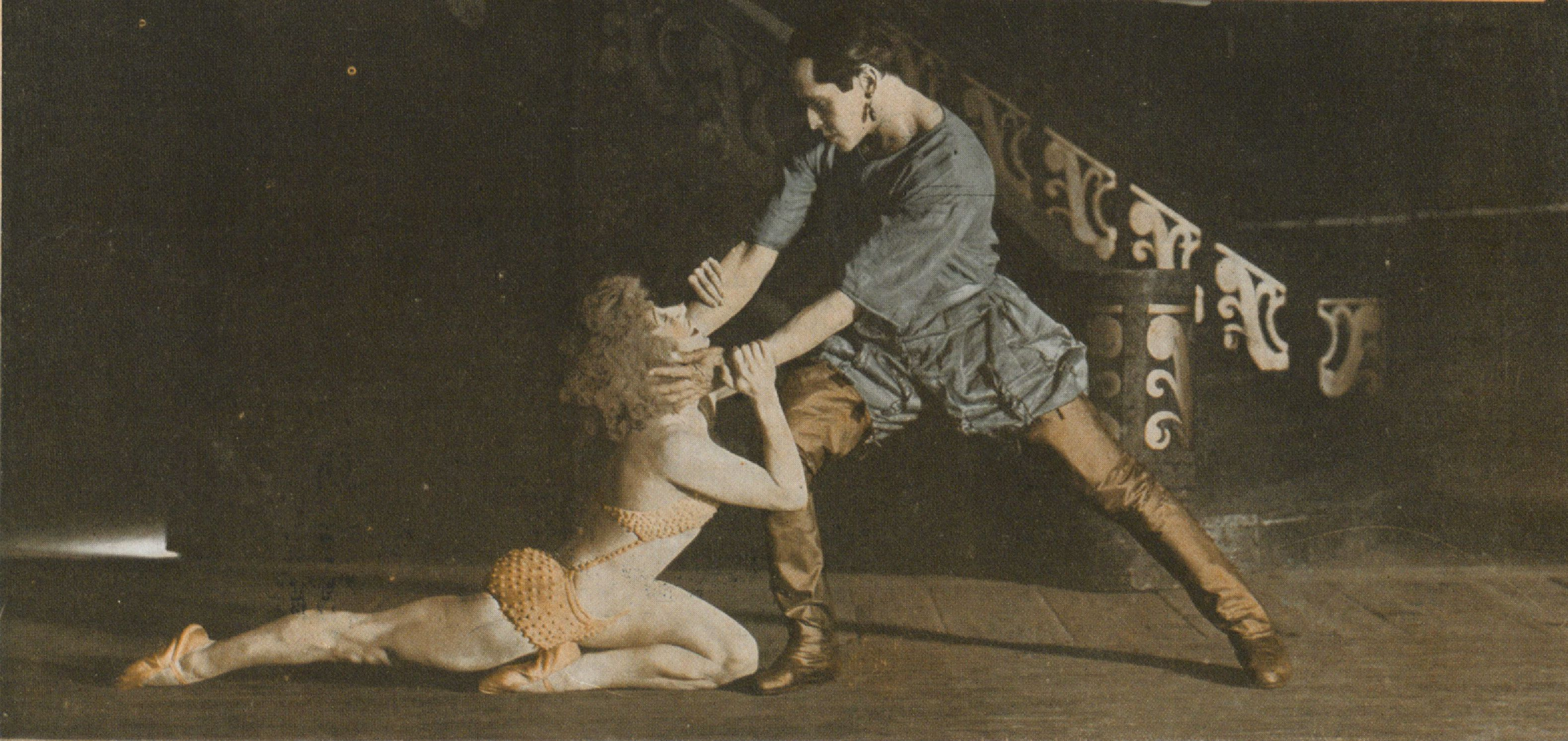
Mitty et Tillio, dans Le Poison des Borgia, 1929

En mai 1929, Mitty et Tillio dansent Le Poison des Borgia dans la revue du Casino de Paris au cours de laquelle elle se blesse sérieusement au genou en tombant sur un morceau de vaisselle cassée d'un numéro précèdent. Ils ne dansent plus pendant un an,.
En décembre 1931, elle joue le rôle de Corinne dans Nina Rosa, opérette d'après Otto Harbach ; livret d'André Mouëzy-Éon, lyrics d'Albert Willemetz, musique de Sigmund Romberg, première française au Châtelet le 18 décembre,, et dans la reprise au Châtelet en septembre 1936.
En 1940, elle présente un spectacle à Medrano avec Rita Sangetti comme partenaire,. En 1941, elle passe à l'Étoile avec le danseur Naudin dans deux numéros, L'Absinthe et Adage, dans le spectacle Descendons les Champs-Élysées, et en 1943 à l'ABC, avec Naudin dans un rôle de panthère et de dompteur.
Germaine Mitty meurt en 1979 à Six-Fours-les-Plages, à l'âge de 87 ans.

## Iconographie
Elle pose pour la collection de cartes postales publiée par le journal Comœdia en 1921.